# Dudek V-1 Sportplane
Pour les articles homonymes, voir V1.
Le Dudek V-1 Sportplane est un avion léger américain à aile basse et train d'atterrissage conventionnel en kit, développé à partir du Piper J-2 Cub pendant les années 1950.

## Conception et développement

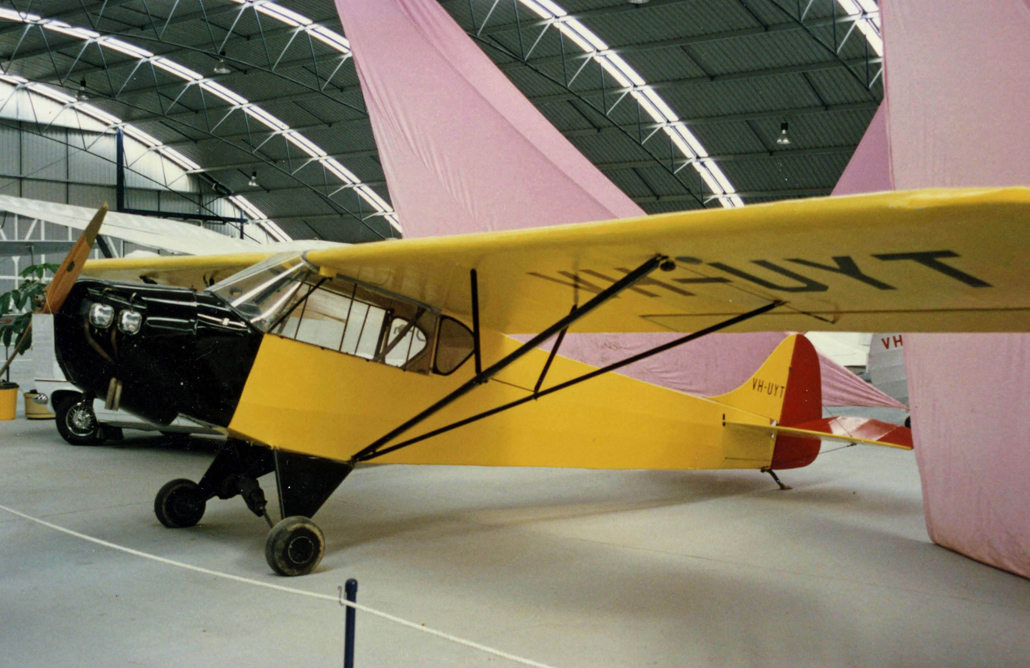
Le J-2 Cub.

Stan Dudek, concepteur de l'avion, utilisa un J-2 acheté 300 $ d'occasion comme base pour la conception du prototype. Il utilisa une maquette en balsa plutôt que des plans « papier » pour étudier la conversion d'un avion à cockpit fermé et aile haute en un appareil sportif à aile basse et cockpit ouvert.
Le fuselage était constitué de tubes d'acier soudés recouverts de tissu et de nervures en bois. Le train d'atterrissage fut prélevé sur un Piper J-5, tandis que les supports des ailes furent prélevés sur un planeur militaire Waco CG-4. Son prix était de 800 $ en 1955 (équivalent à 7 635 $ de 2025).

## Histoire opérationnelle
L'avion effectua son premier vol le 11 mars 1955. Il obtint sa certification, dans la catégorie Experimental, le 19 octobre 1981. En 2018, le prototype N35A est toujours visible dans les registres de la FAA et possède toujours son certificat de navigabilité.

## Spécifications techniques
Données de Magazine Sport Aviation.
Caractéristiques générales
- Équipage : 1 pilote
- Capacité : 1 passager
- Longueur : 5,28 m
- Envergure : 6,35 m
- Hauteur : 1,47 m
- Masse à vide : 264 kg
- Masse typique : 401 kg
- Moteur : 1   moteur à pistons à 4 cylindres à plat refroidis par air Continental A65 (en) de 65 ch (48 kW)

 Performances 
- Vitesse de croisière : 153 km/h
- Vitesse de décrochage : 64 km/h
- Rapport poids-puissance : 4,06 kg/ch